# 青島文化教材社
株式会社青島文化教材社 （あおしまぶんかきょうざいしゃ） は、日本の模型メーカー。アオシマブランドで自動車、艦船、航空機、アニメや特撮作品のメカなどのプラモデルを販売しているほか、スカイネットブランドでラジコン模型やキャラクター雑貨、DISMブランドでダイキャスト製ミニカー、ミラクルハウスブランドで金属製完成品模型、FunnyKnightsブランドでフィギュアなどを販売している。

## 概要
1924年に青嶋次郎が創業した「青嶋飛行機研究所」を前身とする模型・プラモデルメーカーである。静岡県静岡市葵区に本社を置き、静岡模型教材協同組合に所属する。キャッチフレーズは「創造のプラモデル」、商標はアオシマ。プラモデルを中心に完成品模型、ミニカー、フィギュア、キャラクター雑貨などの製造および輸入、販売を行っている。

### 創造のプラモデル
アオシマでは一貫してユーザーを楽しませる、子供たちにプラモデルで遊んでもらうことを主眼におき商品開発を行なっている。しかし初期ウォーターラインシリーズでの考証不足や金型製造技術の低さ、人気TV作品に登場するメカによく似た製品や子供に人気の「合体」シリーズの存在などから、かつては同業他社より一段低く見られることもあった。
「合体」シリーズではアニメ・特撮作品では考えられない分割やデザインの商品を生み出した。忠実に作品世界を再現しようとするスケールモデルの世界では、こうしたメーカーサイドが提案する「遊び」は道を外れている、とみなされる場合があった。
しかし、余った部品を組み合わせて自分だけのメカを作る「合体」シリーズの有形ブロック遊びは、タカラのマグネモシリーズなどにも共通する、ユーザーに好まれる遊びであることは事実である。アオシマのキャッチフレーズだった「創造のプラモデル」はプラモデルを通した遊びを追求した結果生まれた理念でもあった。
逆説的に言えば、上位メーカーと違い型や業界のセオリーに囚われない自由な発想の商品をリリースできるのが強みとも言え、他社にはできない、挑戦的な新ジャンル・新シリーズを度々発表し話題をさらっており、「ユニーク商品の常連」として知られている。

## 沿革
1923年から飛行家として活躍した青嶋次郎は1924年に「青島飛行機研究所」を創業。1926年に飛行家を廃業した後も飛行機への愛着を捨てきれず、1932年から動力付き模型飛行機を発売し1935年に「青島模型飛行機」を創業する。
1940年から日本軍と文部省の主導で模型飛行機は教材として正式な教育課程に組み込まれ（模型航空教育）、一気に需要が拡大する。終戦後、「青島文化教材研究所」として再出発したもののGHQへの配慮から1949年まで休眠会社状態となる。
1950年から模型飛行機の発売を開始し、1961年には有限会社に改組した。これ以降プラモデルの開発に着手し、最初のプラモデルとして1961年に『スピードボート・ブルーバード』を発売。黄色い流線型の航空機風高速ボードで、SF風味のオリジナル商品だった。また1962年には海外SF人形劇『スーパーカー』の商品化も無版権であるが行なっている。その後人気作品の登場メカによく似たSFメカのプラモを次々と発売、飛行機や自動車などのスケールモデルと並ぶ人気シリーズとなった。
1969年にアポロ11号を含む「アポロシリーズ」を展開。版権料の必要ないキットだったこと、人類初の月着陸ということで客層を選ばなかったことなどから大ヒットを記録、第4回モデル大賞のフロンティア賞を受賞している。1971年からはウォーターラインシリーズを発売、息の長いロングセラー商品となる。
一方で『鉄腕アトム』、『オバケのQ太郎』、『赤胴鈴之助』などのアニメ、漫画キャラクターや『スペクトルマン』、『快傑ライオン丸』、『イナズマン』などの特撮キャラクターも手がけている。これらは単発で終わったが1974年に『マッハバロン』で初めて「合体」シリーズを発表すると一躍大ヒット商品となり、当時の関西模型小売商組合連合会から1975年度の、もっとも売れた商品に贈られる賞「プロフィット賞」を受賞している。「合体」は同社の十八番となりその後「合体マシン」、「合体ロボ」というブランドでアニメ・特撮キャラクターモデルを発売することになる。
1976年からは映画『トラック野郎』シリーズのヒットに合わせてデコトラシリーズ、スーパーカーブームに合わせてスーパーカーシリーズを発売。スーパーカーはブームが去ると次第に廃れたが、デコトラシリーズはロングセラー商品となった。
1980年からガンプラブームが始まった。その前年のガンダム放映中に、玩具の売り上げ不振を補うため、制作サイドはメインスポンサーのクローバーの了解を得てプラモデルでの模型化をアオシマに打診している。しかし、すでに打ち切りが決まっているという話から、次回作のトライダーG7より模型化するという話でまとまり、アオシマからの発売はならなかった。結局、ガンダムの模型化はバンダイが放送終了後に行なうことになる。ガンプラがブームとなり始めた頃、アオシマはガンダムに次ぐ富野作品である『伝説巨神イデオン』の商品化を手がけ、1981年秋から1/600の統一スケールで、全ての重機動メカを模型化している。
1984年にはまだ黎明期だったガレージキット分野に進出。『みゆき』や『キャッツ・アイ（キャッツ♥アイ）』のレジン製キャラクターフィギュアを発売した。その後、専門ブランドとして「アルゴノーツ」を1991年に立ち上げ『ターミネーター』、『ロボコップ』などのソフトビニールフィギュアやレジンキットを手がけた。
1989年6月に株式会社に改組し、同時にCIマークも現在の青地に「Aマーク」に変更。
1997年の『新世紀GPXサイバーフォーミュラ』、1999年の『勇者王ガオガイガー』からTVアニメ作品のプラモデル化は徐々に復活し、デコトラや現用車両のスケールモデルと合わせて主力商品となった。また、1997年に主に塗装済み完成品を扱う「スカイネット」ブランド、1999年に主に合金トイを扱う「ミラクルハウス」ブランドを立ち上げている。
2002年には、同年2月20日に会社解散したイマイから発売されていたプラ帆船、『サンダーバード』などのキャラクターモデル、エアコッキングガン、BBアクションガンの金型を購入し、自社製品として発売した。なお、一部製品は金型の改良が行なわれている。
2005年からダイキャスト・ミニカーを「DISM」ブランドで発売。これまでモデル化に恵まれなかった1970 - 1980年代の自動車を中心として展開している。特に2006年に発売された「F31レパード」は即日完売し、一時は市価の2 - 3倍の価格で取引されるという爆発的ヒット作品となった。またこれらの金型を生かした劇中車 （『あぶない刑事』など） もプラモデルと同様に発売されている。
2008年には、痛車を再現するためのキャラクターデカールを付属したプラモデルをいち早く商品化、同年に「痛車」を商標登録している。
2009年には、中国（香港）の玩具メーカーハッピーウェル製の変形ロボットシリーズ「ロードボット」の輸入・販売を第二期まで行った。
2010年2月より、中国（香港）の模型メーカードラゴンモデルズの輸入代理店となり、2014年12月までドラゴンブランドのプラモデルの取り扱いを行った。
2024年、青島飛行機研究所創業から数えて100周年を迎え、創業100周年記念特設サイトを公開する。

## 製品

### オリジナルメカ、キャラクターモデル

#### 合体マシン、合体ロボットシリーズ
4つのプラモを組み合わせることにより、1つのロボットやメカを作ることができるようにしたシリーズ。もともとは第1弾のマッハバロンを他社と違う価格帯（単価500円）で発売するため、苦肉の策で分割したものである。ランナーごとに色が違う多色成型、組み立てがはめこみ式で簡単だったため当時の子供たちに好評を博した。さらに単価100円のミニ合体ロボット・ミニ合体マシンシリーズもあった。また、5ミリの共通ジョイントを使用していることから、自由自在な合体が可能で、さながら立体パズルのような趣きである。容赦のない分割のため、マシン上にロボットの頭だけが乗っているなどのシュールな外観を持つ商品が存在し、設定と無関係に強引に4体合体としたために世界観を無視された作品も多数存在した。また、分割時もそれなりに成立したマシンにしようとしたため、本来のメカを完成させた際に大量の余剰パーツが出たが、その余剰パーツを使って新たなメカを作り出すことができた。その新しいメカには公式の組合せが存在しているものもあり、ミニ合体初期の五製品では原典ロボットと公式設定のサブメカとの組合せで「GoGo!合体」のパッケージ名で販売された。また「合体巨艦ヤマト」（「新鋭戦艦ブリザーダー」)では公式に「合体ロボットムサシ」（「合体ロボットバイオス」）へ合体する設定のパーツが存在する。
一般にはロボットを頭・胴体・両腕・両脚に分割した「合体ロボット」が知られるほか、発売当時の流行に乗って、宇宙戦艦やスーパーカーを4分割した「合体マシン」シリーズも存在する。
『ザンボット3』以降の「合体ロボット」は強引な4分割から、ある程度アニメの設定に準じたキットが主流となり、価格も700円に変更された。一方、「ミニ合体ロボット」では商品フォーマットに大きな変更はなく、設定を独自にアレンジした4分割キットは、新規の商品としては最終作となる『スラングル』に至るまで、100円の価格とともに一貫していた。この頃のフォーマットには登場するサブメカの意匠を合体するメカの1号機に反映させる工夫も凝らされている。
版権作品の一部は版権失効後も金型を再利用するため、頭部の造形や成型色を変更したいわゆるリデコまたはリカラー商品が作られている。なお、一部のシリーズ商品はそれ独自の連番を持ち、「アストロン」以降はシリーズ改変に伴い連番がリセットされている。さらに可変ミニ合体シリーズには連番がない。
合体ロボット（アオシマオリジナル）
- アトランジャー
- レイガード
- シャイアード
- ドライガー - マッハバロンのリデコ商品。
- アストロン - ザボーガーのリデコ商品。
- ガイガンダー - ジーグのリデコ商品。
- ニューアトランジャー

合体ロボット、合体マシン（版権物）
- 特撮作品
  - 『スーパーロボット マッハバロン』
  - 『電人ザボーガー』 - 1個100円のミニ合体シリーズのみ発売。実際のキットは終盤に登場した「ストロング・ザボーガー」である。
  - 『円盤戦争バンキッド』 - 合体マシンのみ発売。
  - 『メガロマン』 - 合体ボックスのみ発売。

- アニメ作品（日本サンライズ）
  - 『無敵超人ザンボット3』
  - 『無敵鋼人ダイターン3』
  - 『伝説巨神イデオン』
  - 『無敵ロボ トライダーG7』 - 1個100円のミニ合体シリーズのみ発売。
  - 『最強ロボ ダイオージャ』 - 合体ロボシリーズとジャンボ合体のみ発売。

- アニメ作品（東映動画、国際映画社）
  - 『鋼鉄ジーグ』 - ジーグ本体の余剰部品でビックシューターが完成するキットで、のちにジーグとビッグシューターのパーツが別々に400円の商品として販売された。更に「合体ビッグマシン」としてジーグ本体・ビッグシューター両アイテムのセット販売が各1,000円でなされた。
  - 『魔境伝説アクロバンチ』 - アニメに準拠した3種のマシンに分離する事が可能な「魔神合体」、武装を合体させられる「合体戦士」、これらのセット版としての「合体ロボット」の各アイテムがある。
  - 『亜空大作戦スラングル』 - 本作品のメインスポンサーを担当。分割後のメカの意匠は従来と異なるオリジナル設定であり、劇中登場のいかなるサブメカの意匠も含まれない。なお、本編後半に登場した強化武装・ショルダーマイティーはそれ以前に商品展開が終了したためにキット化されなかった。

合体マシン（アオシマオリジナル）
- 巨大マシン タイガーシャーク
- 合体巨艦ヤマト
- 宇宙空母レッドホーク
- 合体戦艦レッドホークヤマト
- 戦闘爆撃機ハリケーン
- 合体カウンタック
- 合体建設マシン

- 可変ミニ合体シリーズ

-   - ヒコーキシリーズ
  - クルマシリーズ

NEOミニ合体シリーズ
- バイオロン - レイガードのリカラー商品
- Lダム - トライダーG7のリカラー商品
- ガボット - シャイアードのリカラー商品
- バトロス - イデオンのリデコ商品
- ガイアス - アクロバンチのリカラー商品
- ドッグボス - ディラノスのリデコ商品
- バルカン - ニューアトランジャーのリカラー商品
- バビロス - ゴダイガーのリカラー商品
- デスファイター - ザンボット3のリカラー商品
- サイキックス - ダイターン3のリカラー商品
- ブロワード - トライダーG7、Lダムのリカラー商品
- グレドラー - レイガード、バイオロンのリカラー商品

BUILDMAN
- ザイラ - イデオンのリカラー（バトロスのリデコ）商品
- バトラクス - シャイアードないしはガボットのリカラー商品

BBガンボット
二連装BB弾砲へ変形する小型ロボットが付属する前作のリカラー商品。
- シュワルツェネッガー - トライダーG7、Lダム、ブロワードのリデコ商品
- ヘビーメタルガンダー - レイガード、バイオロン、グレドラーのリデコ商品
- グレゴリオIII - シャイアード、ガボット、バトラクスのリデコ商品
- シュナイデン - イデオン、バトラス、ザイラのリデコ商品

スーパーミニ合体セット/トランスマシンズ
ミニ合体シリーズ中、一シリーズセット4種のメカをパッケージ化し、単品販売のまとめ買いと同一の価格で販売したもの。なお、スーパーミニ合体セット宇宙戦士シリーズのみ各マシンの名称変更がなされている。
- スーパーミニ合体セット無敵超人ザンボット3 - ミニ合体ザンボット3のセット化商品。
- スーパーミニ合体セット無敵鋼人ダイターン3 - ミニ合体ダイターン3のセット化商品。
- スーパーミニ合体セット宇宙戦士ファンクス - ニューアトランジャー、NEOミニ合体バルカンのリデコ商品のセット化商品。
- スーパーミニ合体セット宇宙戦士ブルアーマー - ゴダイガー、NEOミニ合体バビロスのリデコ商品のセット化商品。
- トランスマシンズスーパービークル - 可変ミニ合体クルマシリーズのセット化商品。
- トランスマシンズスーパーエアクラフト - 可変ミニ合体ヒコーキシリーズのセット化商品。

#### アニメスケールシリーズ
ガンプラブーム期に発売された。ガンプラやベストメカコレクションを意識したシリーズで、基本的に全て300円の箱スケールで販売された。14・15と16・17のみセット売りの600円、1/240ザンボット3は1000円、光るバージョンは2400円。なお、光るアニメスケールは、後述の「光るデコトラシリーズ」と同一の点滅装置を使用している。後にダイターン3やザンボット3などが再発売された際は、500円に値上がりした。後述のイデオンシリーズのキットは当初本シリーズ内で展開されており、シリーズの約2/3はイデオン関連で占められている。以下にイデオン関連以外の製品を示す。イデオンシリーズに関しては「イデオンプラモデル一覧」を参照のこと。
- 1 1/920 ダイターン3
- 2 1/460 ザンボット3
- 3 1/440 トライダーG7
- 14 & 15 1/210 ダイオージャ & 1/140 アオイダー
- 16 & 17 1/150 エースレッダー & 1/145 コバルター
- 21 1/420 発展型ロボ アトランジャー
- 22 1/460 古代ロボ ゴダイガー
- 2 1/240 ザンボット3
- 2 1/240 光るザンボット3

当時アオシマは「アニメスケール」を「アニメに登場するメカやロボットのスケールモデル」の意味で広く使用しており、上記の300円売りのシリーズ以外にも、1980年代前半に発売されたスケール表示のあるキャラクターモデルの多くに表記していた。

#### 伝説巨神イデオンシリーズ
ガンプラブーム期に発売され、当初は1個300円の箱スケールであるアニメスケールの一種とされていた。後にユーザーからの要望もあり、イデオンと重機動メカが1/600、ソロ・シップと敵宇宙艦が1/2600の統一スケールで発売された。特筆すべきは、全ての敵メカ（重機動メカ）が統一スケールで立体化されたことで、この規模でシリーズ化されたアニメプラモは、1/144のガンダム、1/72のダグラムと当シリーズだけである。近年まで直営通販事業部でロングラン販売され、2005年にはアニメスケールシリーズの番号を連番に振り直したセットもの「イデオンプラモデル10個セット限定イデオン・コンプリートBOX」が大型玩具量販チェーン向けに発売された。コンプリートを謳いながら、ロッグ・マックなどが含まれておらず、内訳は01 イデオン、02 ドグ・マック、03 ギラン・ドウ、04 ガンガ・ルブ、05 ザンザ・ルブ、06 ジグ・マック、07 アブゾノール、08 ガルボ・ジック、09 ガタッカ、10 ジョングである。

#### 魔境伝説アクロバンチシリーズ
イデオンシリーズと同様、合体ロボ、おやこマシンで先行して商品化された後、1/144でアクロバンチと四天王用ロボットおよび一般兵用のアミンガ、1/100でアクロバンチとディラノス、1/72で変形可能なファルコンバンチャー、バンチャーホーネット、バンチャーアローの各メカと、合体に必要なメカ5体をセットにしたアクロバンチが発売された。なお、様々な逸話を持つ記念碑的キットでもある。該当記事も参照の事。

#### 亜空大作戦スラングルシリーズ
イデオンシリーズ、アクロバンチシリーズに続くアニメスケールモデル第3弾。アニメスケールではなくリアクションモデルとして発売された。チャンサーとブリットジェッターが発売された（時期的にはこちらがスラングル合体マシンシリーズよりも先行販売されている）。なお、当初はスラングルとその他のゴリラメンバーのトレッカーヴィークル（セントロスーパー・ボンビー・マジカリアン）も模型化ラインナップに加わっていた。敵メカはグラビスのみミニ合体シリーズに入っているがこちらも当初はリアクションモデルラインに加わっていた。

#### テクノポリス21Cシリーズ
ロボット刑事3体 （ブレーダー、スキャニー、ビゴラス） の1/16キットと、ディスプレイとモーターライズの2タイプでロードレンジャー、テムジン、マズルカの1/48キットが発売された。ブレーダーとビゴラスはミニ合体ロボとして先行発売されている。

#### ポケットパワーシリーズ
デザイン的には合体ロボシリーズに準じるが、本シリーズのみの特徴として、本体の中からミニチュアモデルが入ったカプセルが飛び出すギミックを持つ。トライダーG7、シャイアード、ジェロード、イデオン、ダイターン3、ダイオージャ、エースレッダーが発売された。

#### おやこマシン
同じ形状の「大」、「中」、「小」の3体のマシン （戦艦、戦闘機、ロボットなど） がセットされており、「大」に「小（ミニミニマシン） 」を格納できるギミックを持つ。レッドホークシリーズのオリジナルメカのほか、トライダーG7、イデオン、ダイターン3、アクロバンチ、亜空大作戦スラングル などが発売された。スケールの概念がない点でアニメスケールの対極となるシリーズであるが、ターゲットである子供層からの人気は高く、バージョン変えの再発売も行われている。大型のモデルに他のメカのスケール違いの小モデルを格納できるギミックは、バンダイなど他社のキャラクターモデルでも見られるが、サイズ違いの同一のメカを格納するのはアオシマならではのアイデアである。

#### 超攻戦士 ザクレスシリーズ
超攻戦士 ザクレスはガンプラブームも落ち着いた1983年に発売されたアオシマオリジナルSFプラモデルで、100円という低価格で販売されていた。

#### ターミネーターシリーズ
ユニバーサルピクチャーズの映画『ターミネーター2』に登場するロボット、「T800」などを発売していた。

#### ムービーメカシリーズ
1980年代にアメリカで放映されたドラマや映画に登場した車両やヘリコプターなどのモデル。キャラクターモデルではあるが、実際に走行可能な車や飛行可能な機体が撮影用に作られていることから、スケールモデルであるともいえる。
『マッドマックス2』のインターセプターと『ナイトライダー』のナイト2000KITT＆KARR、『バック・トゥ・ザ・フューチャーシリーズ』のデロリアンが1/24で、『トップガン』のカワサキ・Ninjaが1/12で、ブルーサンダーとエアーウルフが1/48でモデル化されている。
特に『ナイトライダー』に登場するナイト2000 KITTでは、世界で初めてSPMモード（スーパー追跡モード）を再現したモデルもリリースされた。なお、SPMモード専用に作られているため、ノーマルモードの再現はできず、別売りのスキャナーパーツも装着できない。

#### サンダーバードシリーズ
イマイが廃業した際に譲渡された金型を使用し、展開したシリーズ。旧キットの再生産のほか、サンダーバード1号やファイアフラッシュ号など新規の金型による製品も発売された。イマイの金型に一部改修を加えたものもある。また限定仕様として、パッケージ上蓋の内側にイマイ当時のボックスアートが印刷されたものが発売されている。サンダーバード秘密基地やパノラマセットなどはトイザらス限定で発売された。

#### 蒼き鋼のアルペジオシリーズ
『蒼き鋼のアルペジオ』に登場するイ401、タカオ、マヤおよびイ400/イ402を、新金型のフルハル船体とウォーターラインシリーズの部品の組み合わせにデカールなどを追加して製品化。コンゴウ、ハルナ、キリシマはハセガワからOEMで提供を受けたウォーターラインシリーズのキットにディテールアップ用のレジンキャスト部品とデカールなどを追加して製品化している。

#### 楽プラ トコトコシリーズ
「つくる」「あそぶ」「かんがえる」をコンセプトにした「楽プラ」シリーズのキャラクター版。初期はACKS(AOSHIMA CARACTER KIT SELECTION)シリーズから発売され、パッケージ側面にも後述する「楽プラ スナップキット」と同じ若葉マークロゴが配置されていたが、2024年に「楽プラ トコトコ」としてリニューアル。他の「楽プラ」シリーズと同様に接着や塗装を必要とせずニッパーのみで組み立てが出来、完成後も斜面に置くとトコトコと歩くことができる。ACKS時代はミニオンズのキャラクターが4種が発売(シリーズリニューアル後の再販あり)、リニューアル後はミッキーマウスやトイ・ストーリー等のディズニーキャラクターを商品化している。

### 艦船モデル

#### ウォーターラインシリーズ
静岡模型教材協同組合に属するメーカー4社が共同で1971年に開始した、1/700スケールの艦船モデル。1992年にフジミ模型が脱退したのち、残る3社によってフジミ担当分の新規作成と自社の旧作のリメイクが始まった。
シリーズ初期のアオシマの製品には、「鳥海」のように同型艦との無理な部品の共用化のために大きく形状が異なっているものや、「陸奥」などのように大戦後半の大幅な対空武装の強化を行う前に喪失した艦を武装強化後の状態でモデル化するなど、明らかに考証不足のものも少なくなかった。またシリーズを展開する4社が同時にほぼ同様な艦のモデル化を行ったため、設計技術や金型製作技術の差がそのまま製品に表れたが、アオシマはエッジが甘くモールドがぼけている、細くあるべきものが太い、薄くあるべきものが厚い、省略が多い、ヒケが多いなど、金型製作技術の低さが他社に比べて突出しており印象を悪くしていた。資料の少ない時代には多少の考証不足はあまり問題にならなかったが、金型製作技術の低さは一目瞭然で、リニューアルブーム以前から早期の修正が要望されていた。当時の部品の色は青みの強いブルーグレイで、フジミ模型製のキットと色が近かった。
リニューアルされた製品は、組立説明書の解説にはまだ弱点が残るものの、最新資料にて再考証することによる再現性の向上や、技術力の向上に伴う部品精度と組立作業性の向上が実現し、価格面でも比較的安価な価格帯に設定することによって、先行してアオシマ旧作のリメイクを行っていたピットロードとの差別化を図った。「長門型戦艦」と「高雄型巡洋艦」、「甲型駆逐艦」は先行した他社製品と甲乙付けがたい再現性であったが、その後の製品はフジミのシーウェイモデル特シリーズに対抗して更に再現性を上げ、リメイク品の更なる改良（リテイク）も行っている。
2000年代後半以降タミヤとハセガワの製品開発が低調になる中で、アオシマは空母蒼龍や香取型練習巡洋艦、千歳型水上機母艦のリメイクや、勢多型や橋立型砲艦、ひゅうが型やあきづき型護衛艦など活発に製品の開発を続けている。また2013年末から、ブラウザゲームの『艦隊これくしょん -艦これ-』に登場する「艦娘」を描いたパッケージを使用し、「艦娘」のカードやシール、エッチングプレートなどを追加したバージョンを、ハセガワやタミヤの協力も得て発売している。
海上自衛隊の艦艇のキットには、箱絵に架空戦記のような場面を描いたり、それらしい部品を付属させたものもある。例えば2010年5月発売のミサイル艇「おおたか／しらたか」には「不審船」が付属しており、パッケージには不審船に向かってミサイルを発射する様子が描かれており、2013年5月発売のヘリコプター搭載護衛艦ひゅうが 離島防衛作戦にはF-15戦闘機と協力して中国初の航空母艦である遼寧を撃沈する様子を描いたパッケージで話題を呼んだ。

#### アイアンクラッド＜鋼鉄艦＞シリーズ
1/350スケールの艦船モデルで、戦艦、重巡、軽巡、潜水艦などバラエティに富んだ艦種を製品化している。金剛型戦艦がフジミ模型との競作となったことでも話題を呼んだ。新規開発キット以外にも、旧イマイ製の練習船、日本丸 (初代)と海王丸 (初代)を第二次世界大戦時の輸送船の仕様としたものや、ウクライナのICM社製のキットにアオシマ製のエッチングパーツを追加したものなどもラインナップに加えられている。2010年以降、新資料に基づく高雄型重巡洋艦の改良（リテイク）が行われている。

#### 帆船シリーズ
廃業したイマイの金型を使用した製品。1/350のキット8点と、1/100と1/150の日本丸、海王丸を含む1/60から1/150の大型キットが発売されている。

### 航空機モデル

#### 大戦機シリーズ
1/72の第二次大戦時軍用機シリーズ。「五式戦II型」「烈風」「紫雲」「P-63Aキングコブラ」「カーチスP-36」等のマイナーな軍用機が選ばれており、機種選定で同業他社と差別化していた。一連の日本海軍水上機キット（「紫雲」「晴嵐」「瑞雲」）は長らく唯一のモデルだった。国内メーカーで初めて1/72スケールを採用したシリーズであるが、「アベンジャー」等の一部のキットは実際には表示スケールよりやや小さめの箱スケールだった。1960年代に発売された後も幾度か再版されている。
1970年ごろに発売された双発機シリーズの「フォッケウルフFw189」と「グラマンF7F」もユニークな機種選択だったが、ともにほぼ同時期に他社からも同一機種のキットが発売されるという不運に見舞われている。
1996年より真・大戦機シリーズと銘打たれた完全新作の「紫電」「Ta152H」「紫電改」の各種バリエーションキットが発売された。その後しばらくシリーズは中断していたが、2013年に新たに「五式戦」を発売している。

#### ミニファイターシリーズ
韓国のメーカーからのOEMによる1/144スケールのジェット戦闘機シリーズ。マイクロエースの所有する旧LS製金型をコピーした製品が多い。

#### 1/144双発小隊
旧イマイ製の1/144スケールの旧日本軍双発機を同機種2機セットにしたもの。一部の製品には同スケールのエンジン起動車などの支援車両も含まれている。

### 軍用車両モデル

#### 1/72ミリタリーモデルキット
陸上自衛隊の73式大型トラックの改良型および新型（3 1/2tトラック）、3トン半燃料タンク車、3トン半航空用燃料タンク車、60式自走106mm無反動砲、資材運搬車などこれまでほとんどモデル化されることのなかった車両が製品化されている。3 1/2tトラックはフジミ模型との競作になったが、73式大型トラック（改良型）はアオシマのみが製品化した。ただし、新型との差は運転席部分のみなので、若干中途半端な表現となった部分もある。

#### 1/48リモコンAFV
74式戦車、87式自走高射機関砲、89式装甲戦闘車、90式戦車、10式戦車などの自衛隊車両を中心に、レオパルト2やM1エイブラムスなどの現用戦車と、キングタイガーなどのドイツ戦車をモデル化している。ラジコン走行モデルではあるが、足回り以外はスケールモデルとしても十分な精度を持っている。

### カーモデル

#### 自動車シリーズ
発売されている実際の車をプラモ化したシリーズ。現在発売されている主要シリーズをメインに記す。なお、特記や注記がない場合は全て1/24で発売されている。
2016年より自動車、バイク等のシリーズ名が「ザ☆〇〇」シリーズに順次変更されている（以下本稿では「☆」については「・」に置き換える）。「ザ・〇〇」シリーズのロゴタイプはかつての「ザ・チューニングカー」のものを流用し、各シリーズのロゴにはそれぞれイメージカラーが付いている。
シリーズラインナップはノーマルモデルのほかにチューニングカー、旧車、VIPカー、タクシー、バス、大型トラックなど、さまざまなシリーズがリリースされている。また、俗に「族車」と呼ばれる暴走族が行なうようなハの字シャコタン、小径ホイールなどの改造を施した「旧四車會」や「ラメSP」というシリーズもリリースしており、根強い人気がある。
なお、道路交通法上の"集団暴走行為"を行わない、一般道での高速走行を目的とした改変を施したいわゆる"街道レーサー"仕様のものや、ドリフト走行に特化した通称"ドリフト族"が用いる仕様など特殊な仕様のもの等もある。
ザ・モデルカー
80年代に発売された「ザ・チューニングカー」シリーズをルーツに持つ現在の定番シリーズ。本シリーズのイメージカラーはブルー。一部旧モデルの軽自動車で1/20もあるが基本的には1/24スケールで、それまでの「ザ・ベストカーGT/ヴィンテージ」「ザ・スカイライン」「ミニバン」等のシリーズを統一している。ラインナップは国内外の乗用車をメインに商用車やレーシングカー、パトカー等の公用車など多岐にわたり、一部メーカーカスタム車は本シリーズからリリースされる。
本シリーズの特徴としてアルミ製のナンバープレートが一部を除く全車種に追加され(それに合わせ、文字のみのナンバーデカールも用意される)、車種によっては純正ホイールが新規で制作されたり、不要部品扱いでエアロパーツやローダウンパーツ、旧「スリットマスク」シリーズのパーツなどのサービスパーツ等が封入される。
以前のシリーズになかった試みとして、それまで別々の商品として発売されていた兄弟車種、前期・後期型、グレード違い等の車種を一つのパッケージとして発売したり（大半が選択式だが、ボディ形状の異なる兄弟車用にボディを2台分入れた選択型や2台分の部品を入れて2台組み立てられるキットも存在する）、旧イマイ製の1/20軽自動車モデルでは異なる車種を2台セットでパッケージングしたモデルも発売されている。
後述する「楽プラ スナップカー」シリーズの登場に伴い、本シリーズでの新規モデルの登場は減少傾向となっている。
ザ・チューンドカー/ザ・チューンドパーツ
「SパッケージバージョンR」や「VIPCARシリーズ」「ピックアップシリーズ」などのカスタム車両をメインとしたシリーズ。「ザ・モデルカー」と同時に新シリーズとして立ち上げられた。実在するショップの車両やアオシマオリジナルカスタマイズの車両など多岐にわたる。シリーズのイメージカラーはレッド。パッケージ箱絵はNo.61までは背景の左1/3に赤地の黒模様が入っていたが、NO.62以降及びNo.61以前の価格改定等による再販品は白背景となっている。
ホイール等のパーツ単体として発売されていた「Sパーツ」シリーズも同時に「ザ・チューンドパーツ」へ変更された。シリーズのイメージカラーはグリーン。
ザ・スナップキット/楽プラ スナップキット/楽プラ スナップカー
2017年発表、プラモデル初心者や低年齢層をターゲットにした接着剤不要の1/32スケールスナップフィットタイプキット。ボディ色をプラスチック材料で再現したり、本来塗装する部分を付属のシールで対応することにより塗装不要化を実現、1車種に複数のボディカラーを展開(付属シールは車種ごとに共通)。内装もコクピットやドア内張りを一体化（ハンドル部品等を装着し折り畳むことで内装が完成する）、シャーシ下面の再現を省略化するなどして部品点数を抑えており、後発商品では車高が調整できるよう改良されている。この他に社外ホイールに置き換えたカスタムモデルや「頭文字D」に登場した車両も発売されている他、救急車やパトカー等のいわゆる仕事車両もラインナップに加わる。
パッケージは箱表面に大きく「THE☆SNAPKIT」と表記されており、説明書等では低年齢の子供向けにルビ（ふりがな）が振られている。そのため、他の「ザ・○○」シリーズとはシリーズ展開が異なる。
2024年には1/24モデルとして「楽プラ スナップカー」も発表され、1/32モデルでは簡略化されたシャーシ下部の再現や前輪ステアリング機構が備わるが、車軸が回転しない固定タイプとなる。更に鏡面紙シールのほかに水転写デカールも付属され、説明書もルビなしになるなど1/32モデルと差別化されている。
両シリーズ共、初回出荷分に限り情景用のペーパークラフトが同梱されている。
シリーズ誕生当初は愛称として「楽プラ」の名称を用いていたが、「楽プラ スナップカー」の発表に伴い、1/32モデルのシリーズ名も「楽プラ スナップキット」に変更される。ただし内容についてはこれまでと変更がない。
ザ・パトロールカー
ザ・モデルカーシリーズより独立した、警察車両をメインに扱うシリーズ。イメージカラーは金色。同様のシリーズが過去に「ザ・パトカー」や「塗装済みパトカー」として展開していた。
ザ・ハイソカー
80年代に大流行したハイソカーを当時風にカスタムしたシリーズ。パッケージレイアウトは後述するグラチャンシリーズなどの改造車系シリーズに近い。SP扱いではあるが、他社キットをベースに自社制作のエアロ部品を組み合わせたモデルも発売された。イメージカラーは黒と金と銀（もしくは黒と黄色とグレー）。
スーパーカーシリーズ/ザ・スーパーカー
1976年発売。もともと現用車両を得意としていたアオシマのヒット商品。スーパーカーブームは『週刊少年ジャンプ』連載の『サーキットの狼』からであり、その版権は日東科学が持っていたが、アオシマはランボルギーニ・カウンタックを他社に先駆けていち早く模型化、2度目のプロフィット賞を受賞するほどの大ヒット商品となった。この時代に発売された商品はモーターライズ可能な仕様である。
2010年には新たなシリーズとして展開され、ランボルギーニシリーズを中心に発売されている。こちらのシリーズはエンジン等も再現されたフルディスプレイモデルで、カウンタックLP400では極細のAピラーの組み立て中の破損防止のための窓部品も用意されていた。
2020年にはアオシマのカーモデルシリーズ統一化の一環で「ザ・スーパーカー」シリーズとしてリニューアルされている。イメージカラーは黄色。
リバティウォークシリーズ
愛知県に店舗を構えるカスタムショップのシリーズ。静岡ホビーショー開催時のアオシマブースで実車を展示することがある。車種ラインナップは初期は日産の旧車もしくはR35GT-Rが中心だったが、近年(2021年以降)はランボルギーニをベースにしたカスタマイズモデルの車両に、ステアリング機構とタイヤ回転がない車高調整ギミックを取り入れたシャーシを採用し、部品点数を抑えて組み立てやすさを重視した部品構成の製品をラインナップしている。なお、本シリーズで発売されているランボルギーニ車輛の部品は現時点では全て専用品となっている。
プリペイントシリーズ
2006年発売。ボディやパーツに塗装が施されており、そのまま組み立てるだけでリアルな仕上がりになるキット。1車種に2～3種類のボディカラーを展開のほか、『頭文字D』登場車輛のモデルも発売された。ゲートカットしたときのタッチアップには水溶性アクリル塗料の使用を指示している。
グラチャンシリーズ
80年代の街道レーサー風の車両をモデル化したシリーズ。パッケージに大きくシリーズロゴが描かれており、同様のパッケージレイアウトは過去に発売された「旧四車會」や「チキチキレーシング」「プチアゲ」等のシリーズから継承、前述のザ・ハイソカーにも受け継がれている。派生モデルとして「もっとグラチャン」や「グラチャン89」もある。

#### トラック・バスシリーズ
デコトラシリーズは、当初は東映の『トラック野郎』のキャラクタープラモデルとして発売予定だった。しかし版権がバンダイに渡ったために、デコレーショントラックを略して「デコトラ」として商標を取得し、1976年に電飾を施したトラックのプラモデルをリリースする。
以下、特記のない限りは1/32での発売となり、現在シリーズ展開がされていないものも記述する。デコトラシリーズについて、より細かな詳細についてはデコトラシリーズを参照。
ザ・デコトラ
「爆走野郎」から続く現在のデコトラモデルのメインシリーズ。後述する「バリューデコトラ」の展開終了から約1年少々の空白期間を経て、2023年に「ザ・○○」の付く他の車・バイクシリーズとシリーズネームを合わせてリニューアル。シリーズのイメージカラーは鏡面表現風の金色。これまで発売されたデコトラシリーズを一部リニューアル（キットにもよるが、ニックネームの変更や旧版の紙シールからデカールに変更するなどの変更が加えられている）しての発売となり、昨今の原材料等の高騰に伴い商品価格も「バリュー」比で大幅に上昇している。
トラック野郎
トラック野郎のシリーズはそれまでバンダイが展開していたが、2009年よりバンダイ（2018年以降はBANDAI SPIRITS）を発売元としてアオシマからのシリーズ展開を開始、10作目「故郷特急便」からスタートし、2作目を除く1/32スケールの一番星号がリリースされており、2021年にはベース車両の異なる「御意見無用」仕様がバンダイ時代から遡って初めてモデル化された。なお版権についてはバンダイが保有しているままのため、箱表面にはアオシマのCIマークに替わりバンダイ（同）のCIマークが配されている。
バリューデコトラ
　「創造のプラモデル」をコンセプトに、2010年から2022年まで展開されていたデコトラのシリーズ。デコトラモデルの入門向けとして旧デコトラシリーズをベースに価格を大幅に抑え、古(いにしえ)のアオシマキットに表記されていた「創造のプラモデル」のロゴマークを復活させている。入門向けということもあり、箱絵の作例通りだけでなく、本来不要となる余剰パーツを使って自分の好きなように組み立てることも推奨していた。基本的にこのシリーズのための新規部品ではなく、旧デコトラシリーズやアートトラックシリーズで使われた既存部品を流用しており、2tモデルについては2台分をワンパッケージで発売した。2017年頃までは年に数種類発売していたが、2018年以降は年に1～2種類のペースになっていた。なお昨今の原材料の度重なる高騰で既存の価格での維持が難しくなり、値上げはシリーズのコンセプトに反するということから、2022年4月発売の製品を以て本シリーズの展開が終了となった。
バリューデコトラエクストラ
バリューデコトラの上位シリーズである「エクストラ」は実車をモデル化しており、車種に合わせ部品を新造している。旧大型デコトラシリーズで発売されたキットのリメイク版も存在し、後述のアートトラックシリーズではラインナップされていないダンプモデルもこのシリーズからリリースされている。このシリーズには箱表面の「創造のプラモデル」マークは付かない(ただし箱側面の説明には記載がある)。
アートトラック
ヘビーフレイトをベースとした実車モデル化のシリーズ。バリューデコトラでは物足りないユーザー向け。各車両の専用パーツを新規で製作している。
ミニデコNEXT
かつて発売されたミニデコシリーズのリニューアル版。旧シリーズの1/60から1/64スケールに変更されている。こちらも箱側面に「創造のプラモデル」の記載がある。2021年以降の再販ではパッケージイラストがCGになったほか。シリーズ終了したバリューデコトラシリーズに替わり箱表面に「創造のプラモデル」のロゴマークが付くようになった。部品点数を簡略化していることから一体化している部品が多いため、ノーマル車両として作ることはできない。
元祖デコトラ
かつて「爆走野郎」シリーズとして発売したモデルをヘビーフレイトのキットをベースにしてリテイク化。これまで3モデルが発売されている。2014年のNo.2「兄弟星」発売直前に菅原文太が他界した際は、発売時にパッケージに哀悼のメッセージが表記されていた。
光るデコトラ
電飾を用いて光らせることのできるシリーズで、旧シリーズでは「るみでこ」とも呼ばれていたこともある。かつては箱車やダンプモデルもあったが、LEDモデルはトレーラー車のみである。
おおまかに分けて3シリーズあり、第一期シリーズは単2電池使用の電源ユニットを荷台内に組み込み麦球を細かに配線しなければならず、ユーザーの工作技術が問われるキットだったが、第二期シリーズでは反射板と大型麦球を用いた簡易なものに換えている。第三期からAC電源供給のLEDを用いたものになっている。
ヘビーフレイト・ミドルフレイト・バリューカスタム
2008年に登場、1/32のみリリース。ノーマルトラックのキットとしてはビッグカスタムの後継にあたる。大型及び中型トラックのノーマル車のモデルだが、それまで各キット共通コンポーネンツだったシャーシを車種毎に専用シャーシを再現したシリーズ。荷台もビッグカスタム から流用せず、実在モデルをこのシリーズで新規に作成されたものが使用される。荷台は扉が開閉可能で、内部まで作り込まれるようになった。キャビンについて一部は当シリーズでの新規製作だが、グランドプロフィア、日野・H系トレーラー、2007年以降のスーパーグレートなど比較的模型化年次の新しい車種はビッグカスタムシリーズからキャリーオーバーして登場している。以前のシリーズでは存在しなかったトラクタ単体・トレーラー単体でのキットも展開されている。新シリーズ年次が比較的新しかったためか、「ザ・〇〇」シリーズへの名称変更はされなかった。
ミドルフレイトはヘビーフレイトの中型版で、4代目いすゞ・フォワード及び5代目日野・レンジャーがモデル化。レンジャーはカスタムシリーズでラインナップされており模型化年次が2007年と比較的新しかったため、キャビン・内装の部品を流用してそれ以外を新造している。2018年以降はこれらの車種もヘビーフレイトに統一されることとなった。
旧カスタムシリーズのもう一つの後継として「バリューカスタム」も2017年より展開されており、バリューデコトラとして製品化した車両のベースモデルを不定期に発売、アオシマの直営通販限定の限定数販売とし、通常のパッケージは用意せず段ボールによる簡易包装(箱にバリューカスタムのシールが貼ってある)という形にして旧カスタムシリーズよりも価格を抑えていた。
移動販売
80年代に1/24の「キャリアカー」シリーズとして発売された、スズキ・キャリイのパネルバンをベースとした移動販売車両を現代風にリニューアルする形で2013年に発売、2021年に再販。おでんやたこ焼きと言った飲食系からゲームセンターやお祭りの神輿など多種多様の車両がリリースされる。基本的に架空車両ではあるが、やきとり竜鳳やスターケバブなど実在する企業の名を冠したモデルも発売された。パネルバンモデルのノーマル車両も「ザ・モデルカー」より発売されている
バスシリーズ
日本のバス会社に実在する路線バスおよび観光バスのモデル。ボディは発売時期によって塗装済みで発売されたこともあった。
ワーキングビークル
「働く車両」をモデルとしたスケールキット。当初は2016年に1/72消防車2種がラインナップされたが2020年に仕切り直しとなり、現在は1/80の路線バスモデルを中心に発売されている。
かつてバンダイからも同名シリーズが1/150のブラインドミニカーとして発売されていたが、本シリーズとは関連はない。
特殊荷役
フォークリフトやターレットといった工場や倉庫、卸売市場などで荷物の運搬や積み下ろしに使用される車両のシリーズ。
アクセサリーとして冷凍マグロやパレットなどのパーツが別売されている。
コレクションスケール
タイアップのある1/32トラックモデルに充てられたシリーズ。基本的にSP扱いとなる。2018年に「高収入求人情報 バニラ宣伝カー」の4t車が発売された他、2021年には映画出演車両をモデルとした大型車がリリースされた。
デコトラアートアップパーツ/ザ・デコトラパーツ
80年頃からうろこシールが発売されていたが、2007年頃から「デコトラアートアップパーツ」としてシリーズ展開、アオシマの車・バイクモデルのシリーズ統一化の一環として2019年に「ザ・デコトラパーツ」とシリーズ名称を変更。シリーズのイメージカラーとしてピンクを採用している。

#### オートバイシリーズ
オートバイのシリーズはすべて1/12スケール。現在は「ザ・バイク」シリーズがメインとなっている。かつては「俺のマシン」という族車仕様のシリーズがあり、派生シリーズとして人気漫画とタイアップして『湘南爆走族』、『特攻の拓』、『湘南純愛組/GTO』などのシリーズも発売された。
他にも族車とも違う「走り屋」「パフォーマンスマシン」や走り屋雑誌「バリバリマシン」の名を冠したシリーズも存在していた。
ザ・バイク
シリーズ名こそは違うが古くからあるシリーズ。それまでの「1/12 バイク」シリーズを「ザ・モデルカー」等の他のシリーズと統一している。シリーズのイメージカラーはオレンジ。50cc～リッターオーバーの車両を網羅しており、一部車種にはカスタムパーツが付属している。シリーズのナンバリングについてはザ・モデルカーのように1番からスタートではなく、旧バイクシリーズからの置き換えとなっている。旧バイクシリーズはかつては「ネイキッドバイク」シリーズとして展開していたが、時期は不明ながら順次バイクシリーズに置き換えられていた。
2024年には『ゆるキャン△』及び『ワイルド7』に登場した車両を本シリーズから発表、後者については70年代に「ワイルドアクションシリーズ」としてゼンマイ動力キットで発売されたものを、2023年発売のベース車両の最新キットに置き換えたうえで専用部品を新たに追加し、パッケージも70年代発売キットのデザインを再現している。
完成品バイク
部品の一部にダイキャストを使用したオートバイミニカーのシリーズ。スカイネットブランドでの発売となる。古くは2010年頃から発売されており、ニューレイ・オートマックス・LCDモデル・ケンファイ等の海外製の商品を販売、かつては四輪バギーやスノーモービルもラインナップに入っていた。2022年発売のカワサキ・GPZ900Rより自社開発に置き替わっている。
俺のマシンシリーズ
ホンダCBX400F・CB400TホークII・CB400NホークIII、ヤマハXJ400、スズキGSX400F・GSX400FSインパルス・GS400E・GSX400E・GSX400Eカタナ、カワサキZ400FX・Z400GP・GPZ400F・GPZ400FII・750RS (Z II) など、開発当時はスポーツモデルとして人気のあった車種が後に暴走族の暴走行為用に好まれていることに着目して開発された製品。竹やりマフラーやロケットカウルや三段シートで改造されたいわゆる族車で、資料と言えるものが無かったため実車取材を行ったという逸話がある。派生モデルとして旧単車曾やときめきサーティーズというシリーズがある。
自動車およびオートバイメーカーより「イメージが下がる」とクレームが入ったため、生産中止となった。
2010年代にホビーショップ「タムタム」向けオリジナル商品として、一部車種のみではあるが車名も伏せた上でパーツ単体で発売された。

#### 四駆シリーズ
タミヤのミニ四駆シリーズに対抗して発売された。基本的なスケールは1/32。タミヤ以外のメーカーもミニ四駆に追従しようとこぞって四駆プラモを販売していたが、アオシマでも88年頃に発売された「テクニ四駆」(他社のラジコンのスケールダウンモデル等)シリーズを皮切りに、バットモービルやデロリアンなどの海外映画に登場の車両や刑事ドラマ「ゴリラ」に登場した車両、そして『新世紀GPXサイバーフォーミュラ』の車両などの四駆プラモを展開していた。モーターはタミヤ正規品より強力なものを販売していた。シリーズ名の「テクニ」は「テクニカル」を意味する。
2019年にサイバーフォーミュラのBOXセット（ミニ四駆で言うメモリアルボックスに相当するもの）が発売され、再販ではあるがタミヤ以外で唯一令和に四駆モデルをリリースしている（ただしモーターは別買い）。
その他にタミヤのコミカルミニ四駆に相当する「マルチ四駆」や、シャーシを変更しスピード競技にも対応した「マルチ四駆リアルタイプ」も発売された。
更にはバンダイで2004年から2009年まで展開していた『バクシード』にも参加。かつてアトランジャーの合体マシンで使用した「タイガーシャーク」の名称でリリースしている。なお、タイガーシャークの名称は商標登録されているため(登録1743388号)、パッケージには「®マーク」が記載されていた。
その他、2駆ではあるもののテクニ四駆系のパーツが使えるキットとして「頭文字D」シリーズが数種類リリースされた他(モーターは別買い)、同シリーズのキットを流用した「痛車」シリーズの「けいおん！」「俺の妹がこんなに可愛いわけがない」シリーズがセガのアミューズメント景品向けに展開されていたが、こちらではギアや金具等のモーターライズ部品がオミットされていた。

#### 痛車シリーズ
プラモデル発売と平行して「痛車」を商標登録に出願し、2008年6月27日に登録された。
日産車をベースにした車両については、日産自動車からの許可が下りなかったためシリーズ展開当初から2024年現在まで発売されていない（これはアオシマに限らず、他メーカーの痛車のホビーモデルでも同様である）。
2013年以降は本シリーズとしての新規発売が途絶えていたが、2024年に新シリーズとして再展開。新シリーズではキャラクターグラフィックについてはデカールとシールの選択式となる。
1/24スケール痛車シリーズ(旧シリーズ)
- No.1 RX-7『涼宮ハルヒの憂鬱』（※ FD3S）
- No.2 スプリンタートレノ『ToHeart2』（※ AE86）
- No.3 ユーノスロードスター『らき☆すた』（※ NB系）
- No.4 FC3S RX-7 後期型（1989年式）『リトルバスターズ!』
- No.5 JZZ30 ソアラ2.5GT-ツインターボ-L『CLANNAD AFTER STORY』
- No.6 JZX100 チェイサー2.5ツアラーV『魔法少女リリカルなのはStrikerS』
- No.7 ACR50W/GSR50W エスティマアエラスGパッケージカスタム『灼眼のシャナII（Second）』
- No.8 ANH1#W/MNH1#W/ATH10W アルファード MS/AS 後期型 カスタム（2005年式）『一騎当千』
- No.9 JZS161 アリスト V300『ひぐらしのなく頃に』
- No.10  VERTEX JZX100チェイサー後期型『うみねこのなく頃に』
- No.11  ランサーエボリューションX 『けいおん!』
- No.12  FD3S RX-7 RE雨宮 feat ART FACTORY 『フェイト・T・ハラオウン』
- No.13  FC3S　RX-7　後期型 RE雨宮仕様 『AIR』
- No.SP オースチン・FX4『けいおん!』ロンドンタクシー

特にNo.1の『ハルヒ』は一時売り切れ続出で入手困難な状態となった他、No.2以降は外装がシュリンク包装されることになったり、アフターサービスで請求可能だったデカールが対応不可能となった。
この他、ピンクカンパニーと共同で『東方Project』を題材とした痛車キット（UCF31セルシオベースの紅魔館専用車「不夜城レッド」及び、「おでんキャリイ」をベースとした東方痛台「コンチェルトグロッソ改」）を一部の販路に限定して発売した。
「痛車シリーズ」ではないがシリーズロゴが使われたキットとして、新潟県にある作業工具専門店ゴッドハンドとのコラボレーションモデル「トヨタ・プロボックス `14 『究極！ニパ子ちゃん』」がザ・モデルカーシリーズNo.SPとして2019年に発売。大判のデカールや2009年に発売された『痛車パーツセット』の一部部品（ウイング部品・デカールを除く）が同梱されていた。
1/32スケール痛車シリーズ
※全てNo.SP扱い
- 『らき☆すた』痛ダンプ（ベース車は日野・プロフィア）
- 『けいおん!』痛トラック（ツアートラック、ベース車は日野・レンジャー）
- 『すーぱーそに子』ライブトラック（ベース車は三菱ふそう・ファイター）
- このほか、セガのアミューズメント景品向け「ハイクオリティ痛車ディスプレイモデル」としてRX-7（FC3S/FD3S）・AE86トレノの『けいおん！』『俺の妹がこんなに可愛いわけがない』仕様が複数種流通していた。

1/24痛車ダイキャストミニカー
- 86レビン後期型『ゼロの使い魔』（限定品）

1/64痛車ミニカーコレクション
- No.1 『らき☆すた』
- No.2 『魔法少女リリカルなのはStrikerS』
- No.3 『けいおん!』

1/24スケール痛車デカール
- No.1 『とある魔術の禁書目録』
- No.2 『シャイニング・フォース フェザー』
- No.3 『明日のよいち』

その他
アオシマ製品ではないが、2013年にファインモールドより発売された「『ガールズ&パンツァー』 アメリカ陸軍1/4トン 4x4トラック 」ではパッケージや説明書等に痛車のシリーズロゴが配されている(痛車ロゴの提供協力としてアオシマの名前がパッケージに表記されている)。

#### 旧シリーズ
当項では一部を除き比較的近年まで展開されたものを記す。
ザ・ベストカー
「ザ・チューニングカー」の流れを汲むシリーズで、現在の「ザ・モデルカー」に置き換わるまでの最も基本的なシリーズ。スポーツカーやセダンなどの車種がラインナップされており、途中で「ザ・ベストカーGT」にシリーズ名が変更されている。ほとんどがノーマルの状態だが、ホイールなどをカスタムされたものもある。後述のヴィンテージやザ・スカイラインも含め「ザ・モデルカー」シリーズへバトンタッチしている。
ザ・ベストカーヴィンテージ / ザ・スカイライン
過去にリアルタイムで商品化されていた、いわゆる旧車のモデル。旧イマイ・グンゼ産業の金型を使用したものもある。旧イマイ製を含めた一部軽自動車キットは1/20スケールである。
「ザ・スカイライン」についてはスカイラインで構成された単独シリーズ。このシリーズも過去の「ザ・チューニングカー」時代のモデルの再発売であるが、一部のモデルにはリニューアルキットとしてエッチングパーツや純正ホイールを付属させたキットもある。ただし「L型パワー」のようにエンジンは再現されていない。R33型以降については「ザ・ベストカーGT」からのリリースだった（ザ・ベストカーGTシリーズ後半からR32型もラインナップに加わる。ただし「D1グランプリ」でラインナップされたR34型セダンについては内装も含めた完全なカスタマイズモデルのため「Sパッケージ・バージョンR」でのリリースで、ノーマル仕様は新金型としてザ・モデルカーシリーズで発売された）。
Sパッケージシリーズ
チューニングカーをメインとしたモデルで、実在のチューニングメーカーやショップのパーツを装備している。当初は純正エアロに実在する様々なメーカーのパーツを装着したシリーズだったが、後にメーカーや実在ショップのカスタムカーをメインとした「Sパッケージ・バージョンR」にシリーズ変更されている。現在は後述するVIPCARシリーズ共々「ザ・チューンドカー」にシリーズ変更されているが、ごく一部の車種は「ザ・モデルカー」よりリリースされている。
ホイール等のパーツ単品も「Sパーツ」シリーズとしてリリースされていた。
VIPCARシリーズ（VIPCAR・VIPCAR II・VIPアメリカン・スーパーVIPCAR・スーパーVIPCAR極）
高級セダンをベースにしたVIPカーのモデル。実在チューニングメーカーのエアロや、大径ホイールなどのパーツを装備している。
「極」の一部車種にはさらなる底車高化のためにタイヤハウス部分がカットされた専用のシャーシが与えられている。
VIPアメリカンは、RVやミニバンをベースにしたシリーズである。
BEEMAXシリーズ
マカオの模型メーカー、BEEMAX社との提携で展開されたシリーズ。2013～19年の間展開され、1/24のレース用車両をメインに1/20スケールのF-1車両も発売されていた。
塗装説明ではGSIクレオスのカラーの他に、名称こそはないがタミヤカラーの色番号も記載されている。
アオシマとの提携解消後は一部車種がPLATZの「NuNu」ブランドとしてステッカーを変更した上で発売されている。
D1グランプリ
D1グランプリで活躍しているマシンのモデル。主に人気選手のマシンがラインナップされている。D1コーポレーション公認商品。
一部車種は外装のデカール等、内容を一部変更した上で「Sパッケージ・バージョンR」や「ザ・チューンドカー」でもリリースされている。
シルエットレーシングシリーズ
1978年発売。前述の旧々スーパーカーシリーズの姉妹版と言う位置づけで発売された1/24・1/20スケールのスピード競技向けモーターライズモデルシリーズ。レーシングバンパー、レーシングタイヤ、レーシングシール、レーシングドライバー人形等が付属しており、ライトも点灯可能にしている。合体シリーズの技術転用で接着剤不要での組み立てを実現させている。
のちにディティールのクオリティを高めた「スーパーシルエット」シリーズも発売。こちらは2021年現在ザ・モデルカーシリーズとしてラインナップされている。
街道レーサー・走り屋系改造車シリーズ
前述したグラチャン系とは別に、80年代に登場した「ワークスの鷹」を基にして、ラメ成形ボディの「ラメ」シリーズ、幅を拡幅したブリスターフェンダーを装着した「サメエラ」シリーズ、俗にいう「竹ヤリ・デッパ・デカッパネ」とブリスターフェンダーを組み合わせた「ヤンキー麗心愚」シリーズ、ヘッドライトやテール周りにスリット状のパーツを装着した「スリットマスク」シリーズや、ローダウンパーツに大型ウイングや社外アルミ等を装着した「走り屋」や「湾岸」「ドリフトマシン(DM)」シリーズなどが80～2000年代に渡ってラインナップされていた。これらのシリーズは「俺のマシン」シリーズ同様の理由で現在は生産されていないが(ワークスの鷹は2003年、2023年に再販)、一部シリーズは現行販売のシリーズでのリニューアル再販(ドリフトマシン→ザ・チューンドカー)やカスタムパーツの不要部品扱いのサービスパーツ(走り屋・湾岸・スリットマスク等→ザ・モデルカー)として同梱されたり、一時期ではあるがヤンキー麗心愚のパーツが単品で販売されたこともあった。
L型パワー/プラズマパワー/ザ・チューニングカーテクニカル/ハイパワーユニット
既存のキットにエンジンパーツを追加したシリーズ。エンジン部品は全て上げ底式。現在はザ・モデルカーシリーズでこれらに相当する仕様で発売されているモデルもある(L型、FJ型を除く)。FJ型エンジンについて現在製品化は困難となっている模様。過去にはRB型エンジンの単品販売もあった。
西部警察シリーズ
テレビ映画『西部警察』シリーズに登場した特殊車両のモデル。1/24と1/32でリリース。トランスポーターのみ1/60スケールだった。
80年代に主要車種がモデル化され、1999年の再放送で既存製品が再販された際にはマシンXが、2001年にはガゼールオープンが新たにモデル化された。トランスポーターについては当時のキャビンの金型が見つからなかったためか、再販時には違う車種のキャビンに変更されている（2012年には同じ車種のシール替え仕様のデコトラモデルとして発売されている）。
不定期に再販されており、2000年代に一部車種に金型改修が施されてよりリアルな姿となった他、2019年にはマシンRS-2をベースに後期RS-Xの内装部品を流用し、新規純正ホイールを追加した仕様の車両を「エアロカスタム」モデルとして「ザ・モデルカー」より発売された(こちらについては西部警察車両ではない)。
ゴリラ・警視庁捜査第8班シリーズ
劇中登場の特殊車両モデル。1/32のみリリース。4WDタイプのモーターライズモデルで、テクニ四駆のパーツが使うことができた。
あいのりシリーズ
フジテレビの恋愛バラエティー番組『あいのり』に登場する「あいのり　ラブワゴン」を模型化したもの。トヨタ・ハイエースがベースで1/24のみリリース。車体がピンクで成型されている。ピンクを基調とした外箱には番組のタイトルロゴとイラストが配されている。
踊る大捜査線シリーズ
フジテレビの刑事ドラマ『踊る大捜査線』の劇場用映画『踊る大捜査線　THE MOVIE 3』作中に登場する架空の運送業者「カエル急便」の配送用トラックを模型化したもの。車体に貼るデカールが付属する。パッケージには作中で登場するトラックの絵が描かれている。パッケージの側面には「カエル急便」のロゴが入った梱包用段ボール箱のペーパークラフトが印刷されている。他にもマルチ四駆のミゼットⅡもラインナップされていた。
名探偵コナンシリーズ
青山剛昌作の漫画及び同作を原作とするテレビアニメ『名探偵コナン』の登場人物「阿笠博士」の愛車、黄色のフォルクスワーゲンビートルの旧型をキット化したもの。車体が黄色で成型されている。製品化に際し、小学館プロダクションとドイツ・フォルクスワーゲン社の許諾を得ている。パッケージ側面には主人公・江戸川コナンら登場人物のペーパークラフトが印刷されており、切り出して一緒に飾ることが出来る。
シャコタン・ブギシリーズ
楠みちはる作の漫画に登場した車両をモデルにキット化。2007年発売、2025年リニューアル再販(予定)。車種によって既存パーツでの再現が多い中、2007年版(以下同)No.10「コマちゃんとちあきのクレスタ」はマイクロエース製のキットをベースにエアロパーツ部品を自社で製作しモデル化している。このほか「ハジメのソアラ」と「アキラのZ」にはボディ塗装済みモデルもラインナップされた。
カスタムトラックシリーズ
2tトラックから大型トレーラーのノーマル車のモデル。2007年まで展開、1/32のみリリース。クラスによって「ビッグカスタム」「4tカスタム」「2tカスタム」とシリーズ分けがされていた。 白いキャブに無地の荷台の車種から、実車カタログ撮影車を再現した車種が中心に、三菱ふそう・いすゞ・日野の３メーカーで展開されていた。一部車種(のキャビン部品)は後継のフレイトシリーズでも流用されている。

### その他のプラモデル

#### アポロシリーズ
1969年に話題となった「アポロ11号」を模型化。第1弾の1/48イーグル月着陸船に続き、打ち上げ用のサターンVロケット、ドッキング状態のアポロ司令船と月着陸船などが発売された。当時は資料集めには苦労したが、1970年度モデル大賞の「フロンティア賞」を受賞。

#### サイクリングシリーズ
1971年発売。日本初の1/8スケール自転車プラモ。前年の「アポロシリーズ」に続きフロンティア賞を受賞。

#### 鉄道車両シリーズ
1971年12月発売。1/50スケールの超精密電気機関車キット。当時の価格2000円。72年度のモデルフロンティア賞を受賞。他にも大阪万国博覧会に展示されていたリニアモーターカーも模型化された。電気機関車は2011年より復刻リニューアルされ、エッチングパーツ付きのキットも発売された。
このシリーズの後続製品として2015年から「トレインミュージアムOJ」シリーズが発売されている。縮尺は日本型Oゲージに揃えて1/45スケールに変更された鉄道の模型は線路上を走行するモデルが多く、プラモデル化は比較的珍しいとされる。
また、1970年代末のブルートレイン・L特急ブームに際して、「特急シリーズ」の名称でNゲージサイズ（縮尺1/150・軌間9mm）の特急型電車や電気機関車・寝台客車の模型も発売された。製品は車輛に電池とモーターを搭載した走行模型であり、プラスチック製の線路も製品化されていた。この製品も国鉄分割民営化の折などに幾度か再生産されている。
このほか、1988年のオリエント急行来日に際して、ドイツレベル社のオリエント急行車輌の模型を輸入販売していた。

#### マイクロプラモデルシリーズ
1980年代初めに発売された駄玩具風のプラモデル。長さ2cm前後の一体成形のミニモデルで、同一のモデル5 - 7個を4種セットし1箱100円で販売していた。当初は鉄道車両、飛行機、自動車、戦車、艦船などを発売していたが、後期にはザンボット3、ダイターン3、イデオン、トライダーG7、アトランジャー、シャイアードなどのロボットも発売された。ロボットはロボット本体と支援メカなどのセットだったが、設定上1体しか存在しないロボットでも1箱に複数入っていた。

#### 建築ロマン堂
1/150スケールで展開する建築物キットのシリーズ。「スカイネット」ブランドでの販売。
- No.1 「団地」ホワイト
- No.2 「団地」アイボリー

いずれも2棟入りの塗装済みキットで、団地本体の他、屋根付き駐輪場・ゴミ集積所・公園の遊具等が付属する。2010年春には、『けいおん!』のデカールをセットした「痛団地」仕様のキットがイベントおよび通販で限定販売された。
- No.3 「団地」ホワイト1棟入り

No.1の「団地　ホワイト」を1棟のみにしたもの。1棟入りにした分安価になっており、サッシが銀色になっている。上記にある付属品のほかに「カーテン」、「BSアンテナ」が追加された。
- No.4 「立体駐車場」アイボリー
- No.5 「立体駐車場」ブルー

デパートやショッピングセンターなどに併設されている立体駐車場の塗装済みキット。駐車スペースの白線や誘導用の矢印が印刷済みとなっている。「順路」や「進入禁止」などの標識のパーツやシール、入口ゲートや料金精算機が付属する。同スケールのミニカーを置くことも出来る。モデルは静岡市葵区のパルシェ立体駐車場。

#### スペースクラフトシリーズ
- No.1　1/32スケール はやぶさ

初回出荷分発売と同時に売り切れ店が続出し、青島文化教材社としては異例の追加生産をし再出荷したが、それでも追いつかないと言われるほどのヒット商品となった。
- No.2　1/72スケール HTV宇宙ステーション補給機
- No.3　ノンスケール　あかつき (探査機)＆IKAROS（イカロス）
- No.4　1/350スケール　H-IIBロケット
- No.5　1/72　月周回衛星かぐや（SELENE）
- No.6　ノンスケール　人工衛星おおすみ＆ラムダロケット
- No.7　1/32　気象衛星ひまわり (気象衛星)
- No.8　1/350　H-II Bロケット＆移動発射台　実物フェアリング付

H-II B2号機から回収した、実物のフェアリングをカットしたものと、シリアルNo付の証明書が付属する。
- SP　ノンスケール　次世代小惑星探査機はやぶさ2未来創造モデル（架空の予想モデル）

他に、大人のプラモランドVol.3の付録としてNo.1 はやぶさを蓄光樹脂で成型したバージョンもある。これも外箱にスペースクラフトシリーズの表示がある。

### プラモデル以外の製品

#### アオシマコミックス
1970年代後半から1980年代初めにかけて、合体マシンシリーズオリジナルのロボット・メカを元にした漫画単行本を発売していた。ラインナップは「スペースキャリアレッドホーク」、「レッドホークヤマトII」、「レッドホーク連合艦隊」、「レッドホークシャイアード」、「レッドホーク古代ロボ ゴダイガー」の全5巻、いずれも200ページ前後。作画はいずれも今道英治、原作は「グループ1・2・4・5」など、"グループ"＋数字の列挙の表記になっている。先着順のプレゼントとして児童雑誌などに告知が打たれ、送料分の切手を送れば入手することができた。玩具店での店頭販売や一般書店での流通も行われていた。
タイトルに「レッドホーク」と付くが、アトランジャーなどのアオシマオリジナルマシンもいくつか作中に登場する。
また、上記とは別に、合体マシンの各プラモに封入されていた漫画も存在する。
2018年にAmazon Kindleにて電子書籍で復刻されており、前出の全5巻にプラモ封入作品や学年誌掲載作品が追加収録されている。

#### 新世紀合金
「ミラクルハウス」ブランドで発売されている、金属を多用した塗装済み完成品モデル。アルカディア号やレギオスのようなアニメに登場するメカやロボット、エアウルフのような海外SF映画のメカ、イーグルやZERO-X号のようなITCメカ、海底軍艦やメーサー殺獣光線車のような東宝メカなどがモデル化されている。自社開発商品以外に、海外メーカーの製品を自社仕様としたものも一部ラインナップに加えられている。

#### RC戦車
「スカイネット」ブランドで発売されている、対戦可能な完成品ラジコン戦車。1/16スケールでIV号F1とM4A3シャーマン、1/72では97式中戦車、タイガーI、M4シャーマン、T-34が各2タイプずつ発売されている。

#### キャラもふ
「スカイネット」ブランドで発売されている、2頭身にデフォルメされた20cmサイズのキャラクターぬいぐるみ。
- No.1 『ストライクウィッチーズ』
- No.2 『狼と香辛料』
- No.3 『Axis powers ヘタリア』
- No.4 『坂本竜馬』
- No.5 『会長はメイド様!』
- No.6 『春ちゃんの気象豆知識』
- No.7 『おやすみプンプン』
- No.8 『とある魔術の禁書目録』

#### その他（鉄道模型など）
- キャラメル Nゲージ （「スカイネット」ブランド） - プロホビー（PRO-HOBBY）のブランド名で知られるアイコムとのコラボレーションによる鉄道模型シリーズ。製品名でNゲージと名乗っているが軌間は9mmだがノンスケールモデルで、3種類ある製品のうち、「酒井5tタイプ機関車」はNゲージサイズだが「マツダ ボンゴ モーターカー」、「静岡鉄道 デワ1タイプ」はNゲージサイズよりかなり大きい。アイコムのキャラメルNシリーズとは兄弟製品で動力装置は共通の物を使っている。
- 1/150 リアルディテール　トレーラートラック　コレクション （「スカイネット」ブランド） - 1/150スケール塗装済み完成品のトラック模型。他社の同サイズの製品にくらべて「タイヤはゴム製」「キャビンを倒してエンジンも観ることができる」という特徴がある。

このほか「スカイネット」ブランドで「1/150 ストラクチャー」として「カウンターリフト」・「リーチリフト」、「1/150 Nパーツ」としてJR貨物の「V19B型コンテナ（JR貨物）」、「20D型コンテナ（JR貨物）」と日本通運の私有コンテナ「U55A型コンテナ（日本通運）」が塗装済み完成品で製品化されているほか、コンテナには未塗装製品も用意されている。
- 走れ！ケー100 （「スカイネット」ブランド） - テレビドラマ『走れ!ケー100』に登場する蒸気機関車ケー100を1/43スケール塗装済み完成品で模型化したもの、塗装の違いにより「前期型」・「後期型」の二種類がある。ケー100は蒸気機関車ながら劇中ゴムタイヤで道路を走行する場面も多くあるため、製品でも鉄道用車輪とゴムタイヤどちらの姿も再現できるようになっている。
- 中華キャノン（開発は「スカイネット」[注 34]） - テキストサイト『侍魂』から発祥した、中国開発のロボット"先行者"をモチーフにしたネタロボット。インジェクション成形のガレージキット扱いであるが一般販売はせず、ネットランナー誌2002年7月号の付録としてのみ流通したものなので原価がない。これを素材として誌上でフォトコンテストが開催された。
- PasocomMini - 発売元はハル研究所、筐体部分の作成を担当。商品化と予約が開始されたのはMZ-80Cのみだが、参考出典でFM-7、PC-8001も展示されていた[10]。
- スーパーサウンド『呼び込み君』ミニ - 群馬電機が販売する音声POP『呼び込み君』のミニチュアトイ。全長約53ミリメートルで、ボタンを押すとオリジナル同様のBGMが約20秒間流れる。